# مكتوب (كتاب)
مكتوب (Maktub) كتاب للأديب العالمي باولو كويلو البرازيلي، نشر بين سنتي 1993 و1994.
وقد قام بنشره وترجمته إلى العربية المجمع الثقافى المصري عام 2010
والكتاب عبارة عن مجموعة من المقالات التي قام كويليو لكتابتها في الجرائد والمجلات

## وصلات خارجية
- آراء القراء حول رواية مكتوب  على موقع أبجد